# Palazzo della Milizia (Mirandola)
Il Palazzo della Milizia, già Caserma Mussolini, è un palazzo situato in piazza della Conciliazione (piazza Duomo) nel centro storico di Mirandola, in provincia di Modena.

## Storia

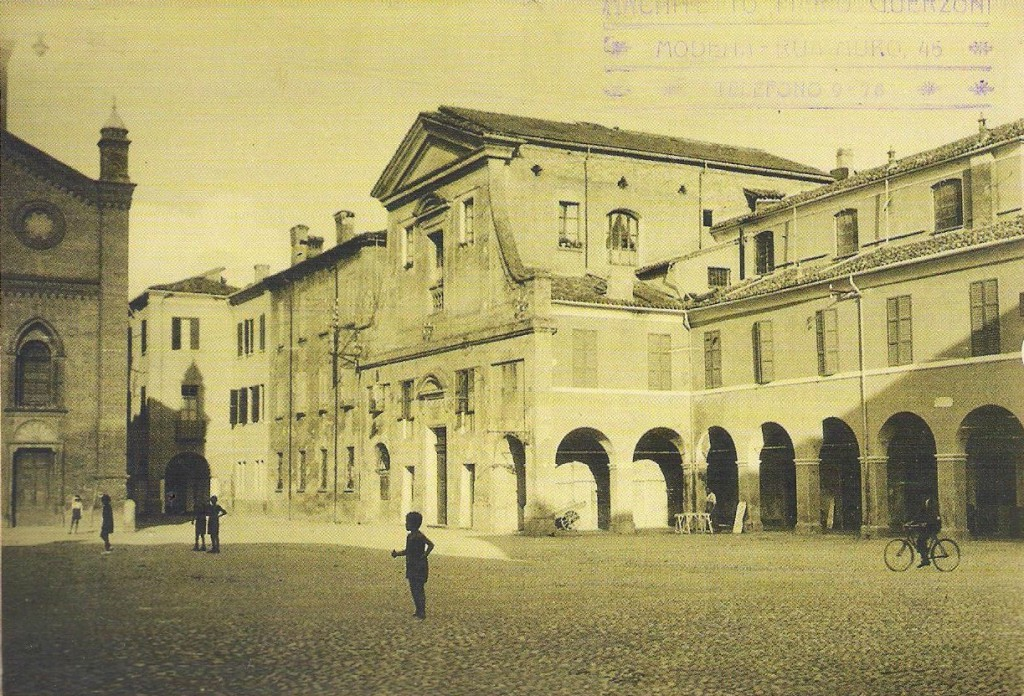
La chiesa sconsacrata delle mendicanti (ex chiesa di Santa Maria Bianca), demolita nel 1929

L'imponente caserma fu progettata dall'architetto Mario Guerzoni (1884-1956) e realizzata nel luogo in cui sorgeva l'ex chiesa di Santa Maria dei Battuti e convento delle suore mendicanti (demoliti nel 1929-1939), che dal 1432 al 1764 gestirono l'ospedale Santa Maria Bianca, il quale in seguito era stato trasferito presso l'ex collegio dei gesuiti (dove rimase fino all'11 ottobre 1908).
Inaugurata nel 1931, la caserma Mussolini fu sede della scuola di educazione fisica della Milizia Volontaria per la Sicurezza Nazionale (MVSN) per istruttori premilitari e sportivi. La scuola riuscì a formare circa 2.000 istruttori all'anno, fino a toccare il culmine nel 1934 con quasi 5.000 diplomati.
A Mirandola vi era anche la sede della 73ª Legione d'assalto delle Camicie nere "Matteo Boiardo", parte della VII Zona Emilia: a Mirandola era dislocata la 1° Coorte (presso la caserma di via Fulvia, in seguito sede del commissariato della Polizia di Stato), mentre la 2° Coorte era a Carpi e la 3° a Finale Emilia.

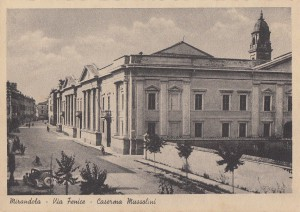
La caserma Mussolini vista da via Fenice (oggi via Giovanni Pico)

Nel 1947 il demanio vendette al parroco di Mirandola un compendio dell'ex caserma, costituito da un'antica palestra semidistrutta, un vecchio capannone e un cortile interno, da adibire ad oratorio parrocchiale. La decisione del parroco di adibire l'ex palestra a cinema suscitarono numerose polemiche da parte degli esponenti comunisti dell'epoca, tra cui l'onorevole mirandolese Oreste Gelmini il quale ne chiese conto in parlamento.
Dal dopoguerra e fino al 2012 ha ospitato la caserma della Guardia di Finanza, il commissariato della Polizia stradale e la Polizia municipale. Altri spazi furono destinati in passato a supermercato della Coop Modena (in seguito trasferita in viale della Libertà e oggi in via Gregorio Agnini), Agenzia delle entrate, INPS, scuola comunale di musica, la mensa self-service comunale, un teatrino e altri uffici pubblici. Nel lato di piazza della Conciliazione vi era l'ufficio postale fino al 2012 (oggi trasferito nei pressi dell'ospedale).
Dopo anni di abbandono e degrado, l'ala est di via don Minzoni all'angolo di via Roma venne ristrutturata all'inizio degli anni 2000 per la nuova sede della Polizia municipale e per alloggi di edilizia popolare.
Nel dicembre del 2016 è stato sottoscritto un protocollo d'intesa tra la prefettura di Modena e l'amministrazione comunale per il recupero di parte dell'edificio da adibire a sede dei Carabinieri, Agenzia delle Entrate, INPS e altri uffici pubblici.